# Branipole, Plovdiv
Branipole (în bulgară Браниполе) este un sat în comuna Rodopi, regiunea Plovdiv,  Bulgaria. 

## Demografie
Componența etnică a satului Branipole
     Bulgari (48,36%)
     Turci (22,94%)
     Nicio identificare (28,69%)
     Altele (0,15%)
La recensământul din 2011, populația satului Branipole era de 2.624 locuitori. Nu există o etnie majoritară, locuitorii fiind bulgari (48,36%) și turci (22,94%). Pentru 28,69% din locuitori nu este cunoscută apartenența etnică.